# Front del Sud
El Front del Sud fou un partit polític del Sudan que operava principalment al sud.
Es va fundar al començament de 1965 a Khartum, constituït per un grups de funcionaris civils, estudiants i professionals (pel que a vegades fou anomenat Front Professional del Sud). La seva personalitat més coneguda fou Clement Mboro, fins aleshores independent, que va ser elegit president. El Front del Sud, que va reagrupar algunes organitzacions de masses actives a la revolució d'octubre de 1964, va tenir tres membres al gabinet: Mboro a Interior, Hilary Paul Logari a Treball, i Ezboni Mondiri a comunicacions; aquest darrer fou substituït per Gordon Mourat en la reorganització de març de 1965 que va seguir a l'expulsió del govern dels comunistes. Lugi Adwok fou el seu representant a la presidència col·lectiva (Consell de sobirania). Hilary Logali era el secretari general del partit i Gordon Abei el president, però després de la conferència de la Taula Rodona, Mboro va passar a la presidència i Logali va restar a la secretaria general.
A les eleccions que es van celebrar el 21 d'abril de 1965 a tot el país però el març-abril de 1967 al sud, no va tenir representació; la Unió Nacional Africana del Sudan va obtenir 10 escons; i només un liberal (Philip Abbas Ghabboush) fou elegit; a les eleccions de l'abril del 1968 la UNAS/SANU (Unió Nacional Africana del Sudan) va obtenir 15 escons i el Front del Sud 10, aconseguint 39.822 vots (2,2% del total nacional). Va col·laborar amb el ègim de Nimeiry establert el 25 de maig de 1969 i Alier va exercir altes posicions al govern.
Després del 1972 Abel Alier, cap del Front del Sud, va ser elegit president regional del sud i vicepresident del Sudan. Va exercir fins al 1978 i va retornar al càrrec el 1980 com a membre del front del Sud dins de la Unió Socialista Sudanesa. Quan Gaafar al-Nimeiry va decidir dividir la regió del sud en tres mini-regions el partit es va dividir i alguns membres, com Mboro, van marxar a l'exili; la revolta nacional sudista va esclatar el 1983 i molts membres del partit van passar al MPAS. La caiguda de Gaafar al-Nimeiry el 1985 va posar fi a les seves activitats.
El 2008 Abel Alier fou nomenat president de la Comissió electoral que havia de vetllar per les eleccions del 2009 (finalment celebrades el 2010).